# Pustularia bistrinotata
Pustularia bistrinotata là một loài ốc biển, là động vật thân mềm chân bụng sống ở biển trong họ Cypraeidae, họ ốc sứ.

## Phụ loài
- Pustularia bistrinotata bistrinotata Schilder, F.A. & M. Schilder, 1937 Twice-triple-spotted cowry
- Pustularia bistrinotata keelingensis Schilder, F.A. & M. Schilder, 1940
- Pustularia bistrinotata mediocris Schilder, F.A. & M. Schilder, 1938 <:small> Mediocre bistrinotata
- Pustularia bistrinotata sublaevis Schilder, F.A. & M. Schilder, 1938 Almost smooth bistrinotata

## Phân bố

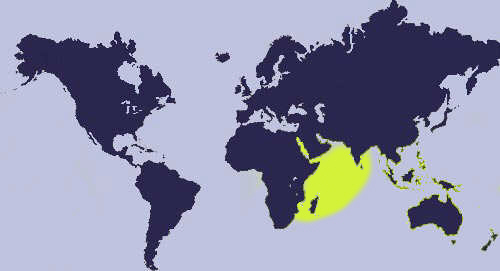
Bản đồ phân bố của Pustularia bistrinotata

Chúng phân bố ở biển dọc theo Aldabra, Chagos, Kenya, vùng bể Mascarene, Mauritius, Biển Đỏ, Réunion, Seychelles và Tanzania.

## Hình ảnh

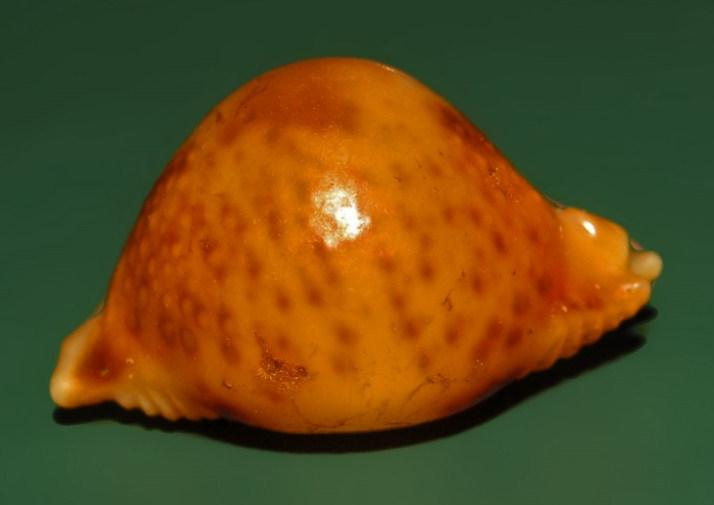